# Les Back
Les Back   (17 de desembre de 1962) és un sociòleg britànic, catedràtic de Sociologia al Goldsmiths College de Londres. Les seves línies de treball se centren en temàtiques de raça, multiculturalitat, cultura popular i identitat. Ha estat també professor al Brikbeck College i al departament d'Estudis culturals de la Universitat de Birmingham. Escriu assíduament per a publicacions com The Guardian, Times Higher Educational Supplement i New Humanist, així com a les revistes online openDemocracy.net i Eurozine. És autor, entre d'altres, de Theories of race and racism (Routledge, 2009), The Art of listening (Berg, 2007), «Racisme i l'imperi de la por», a Apartheid,: el mirall Sud-africà (CCCB, 2006) i Out of whiteness: Color, Politics and Culture (University of Chicago Press, 2002).